# Zomba
Zomba là một thị trấn thuộc hạt Tolna, Hungary. Thị trấn này có diện tích 57,29 km², dân số năm 2010 là 2131 người, mật độ 37 người/km².
Đến năm 2022, dân số tại đây là 1901 người.